# گومروو (شهرستان مچتلینسکی، باشقیرستان)
گومروو (انگلیسی: Gumerovo, Mechetlinsky District, Republic of Bashkortostan) یک شهرک در شهرستان مچتلینسکی استان باشقیرستان کشور روسیه است.